# Otto Erich Deutsch

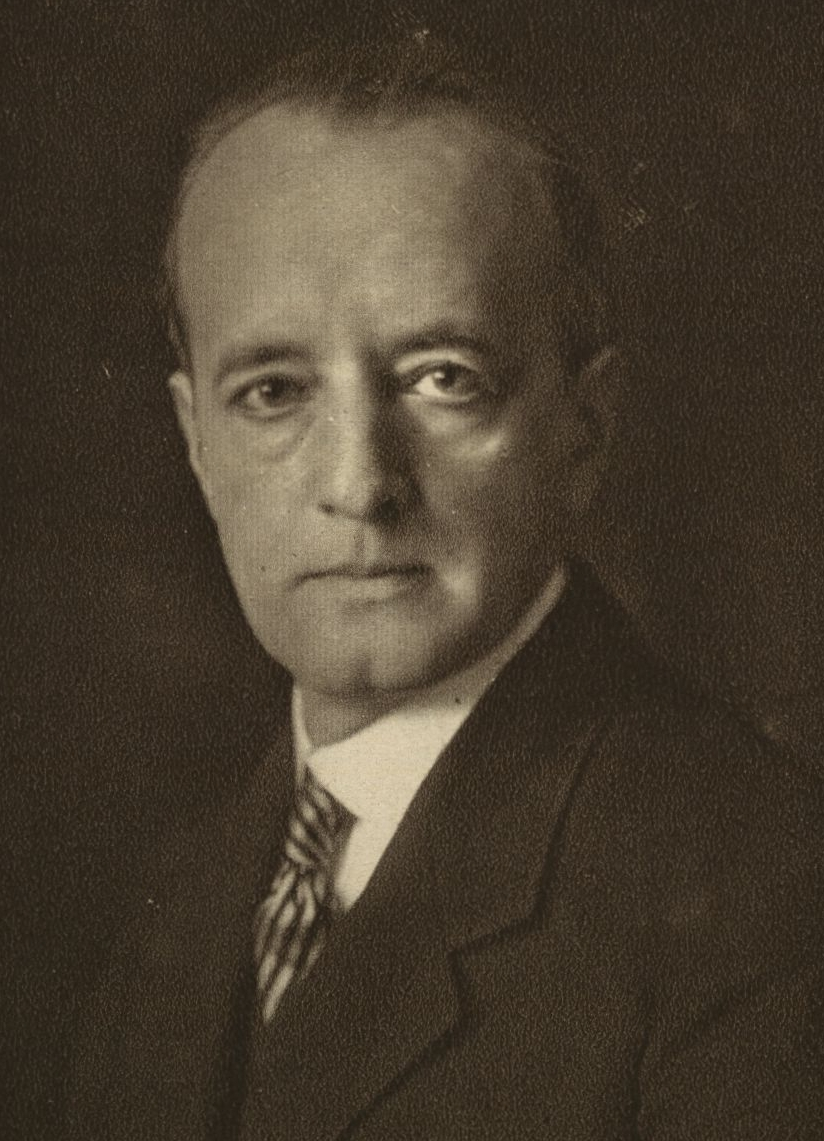
Otto Erich Deutsch, Aufnahme um 1928

Otto Erich Deutsch (* 5. September 1883 in Wien, Österreich-Ungarn; † 23. November 1967 in Baden bei Wien) war ein österreichischer Musik- und Kulturhistoriker.

## Leben

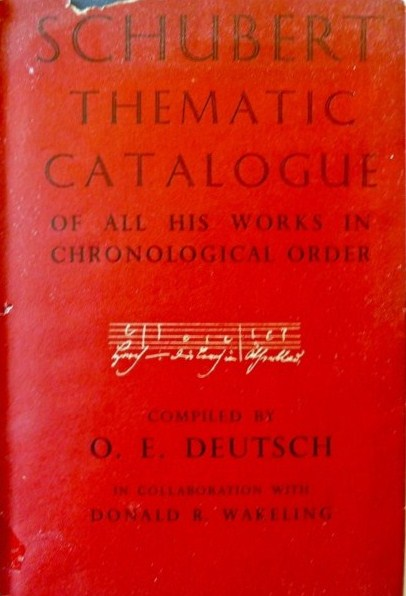
Deutsch-Verzeichnis 1951

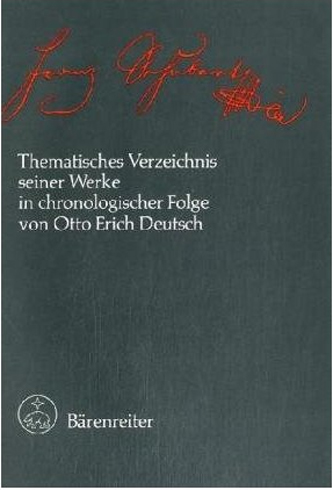
Deutsch-Verzeichnis 1978

Otto Deutsch kam in Wien als eines von fünf Kindern des Ehepaars Ernestine Gewitsch und Ignaz Deutsch aus Nikolsburg zur Welt. Er studierte Kunstgeschichte und Literaturwissenschaft an den Universitäten Wien und Graz, ohne das Studium abzuschließen – nicht zuletzt, weil er aufgrund eines Verhältnisses mit der Studentin Maria Munk, die er 1911 heiratete, zeitweise suspendiert war. Von 1908 bis 1909 war er als Musikkritiker tätig, von 1909 bis 1912 als Assistent am Kunsthistorischen Institut der Universität Wien, von 1919 bis 1924 als Buchhändler und Verleger. Von 1926 bis 1935 war er als Bibliothekar im Musik-Archiv von Anthony van Hoboken tätig.
Aus der außerehelichen Beziehung mit einer Italienerin hatte er den Sohn Erico. 1917 heiratete er Hanna geb. Müller, die aus dem Schwarzwald stammte († 1937). 1920 kam der Sohn Peter zur Welt, 1924 die Tochter Gitta. Als protestantischer Konvertit war er seiner jüdischen Vorfahren wegen gleichwohl der Verfolgung durch die Nationalsozialisten ausgesetzt. Von 1939 bis 1951 lebte er deshalb mit seiner Tochter in der Emigration in Cambridge, wo er 1947 britischer Staatsbürger wurde. 1952 kehrte er nach Wien zurück.
Von Deutsch stammt das erste vollständige Verzeichnis der Werke Franz Schuberts, das Deutsch-Verzeichnis (erschienen 1951 in englischer Sprache, Neuausgabe 1978 in deutscher Sprache). Er hat neben Schubert vor allem über Mozart und Händel geforscht, gilt als der „Erfinder“ der Dokumentarbiographie und ist einer der wichtigen Musikhistoriker des 20. Jahrhunderts.

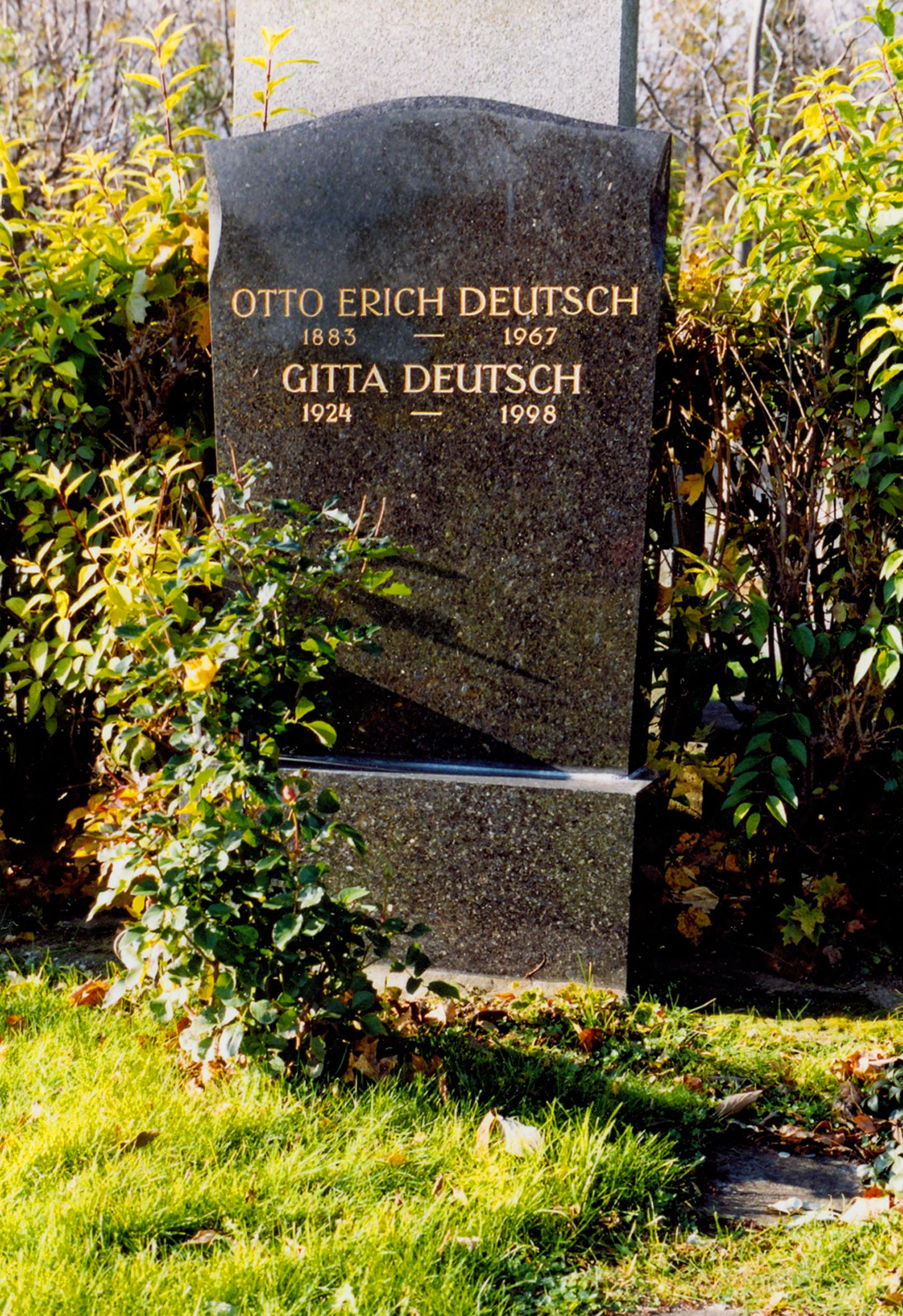
Sein Grab auf dem Wiener Zentralfriedhof

Deutsch ist in einem ehrenhalber gewidmeten Grab auf dem Wiener Zentralfriedhof (Gruppe 40, Nr. 12) begraben. In Wien-Liesing wurde 1980 die Deutschstraße nach ihm benannt.

## Auszeichnungen
- 1928: Titel eines Professors
- 1959: Österreichisches Ehrenkreuz für Wissenschaft und Kunst I. Klasse
- 1960: Dr. h. c. der Universität Tübingen
- 1965: Mozartmedaille durch die Mozartgemeinde Wien[4]
- 1966: Preis der Stadt Wien für Geisteswissenschaften

## Schriften (Auswahl)
- Eine vergessene Goethe-Komposition Beethovens. In: Philobiblon, Jg. 5 (1932), Heft 5, S. 173f.
- Schubert. Thematic Catalogue of all his works in chronological order. In collaboration with Donald R. Wakeling. Dent, London 1951.
- Handel. A documentary biography. Adam and Charles Black, London 1955, OCLC 465750659.
- (Hrsg.): Schubert. Die Erinnerungen seiner Freunde (= Franz Schubert. Band 4). Müller, München [u. a.] 1957, OCLC 723237501; 3. Auflage. Breitkopf und Härtel, Leipzig 1983, DNB 760016305.
- Mozart. Die Dokumente seines Lebens (= Mozart, Wolfgang Amadeus: [Neue Ausgabe sämtlicher Werke]. Serie 10, Werkgruppe 34). Bärenreiter Verlag, Kassel u. a. 1961, DNB 450912671.
- Gitta Deutsch, Rudolf Klein (Hrsg.): Admiral Nelson und Joseph Haydn. Ein britisch-österreichisches Gipfeltreffen. Österreichischer Bundesverlag, Wien 1982, ISBN 3-215-04944-9 (posthum).

## Filmporträt
- D 795 oder Die schöne Müllerin. Otto Erich Deutsch – Ein Leben für die Musik. Film von Claus Spahn, ARD 1983, 60 min.